# Enzima cortadora infrecuente
Una cortadora infrecuente es una enzima de restricción cuya secuencia de reconocimiento aparece escasas veces en un genoma. Un ejemplo es la enzima NotI, que corta tras el primer dinucleótido GC de una secuencia 5'-GCGGCCGC-3'. Las enzimas de restricción con secuencias de reconocimiento de 7 u 8 pares de bases se incluyen habitualmente en este grupo (las secuencias de reconocimiento con 6 pares de bases son mucho más frecuentes).
Por ejemplo, las enzimas cortadoras infrecuentes con sitios de reconocimiento de 7 nucleótidos cortan el genoma humano una vez cada 47 pb (16 384 pb), en promedio, mientras que las que tienen sitios de 8 cortan cada 48 pb (65 536 pb). Estas enzimas se utilizan en la secuenciación de genomas para cortar cada cromosoma en trozos cuyo tamaño medio tenga esos valores.
- Datos: Q4117839